# Островский, Аркадий Михайлович
Арка́дий Миха́йлович Остро́вский (англ. Arkady Ostrovsky; род. 9 апреля 1971, Москва, РСФСР, СССР) — британский журналист российского происхождения, политический обозреватель, публицист, театровед, переводчик.
Редактор отдела по России и Восточной Европе журнала The Economist (2015—н. в.) и бывший руководитель его московское бюро (2007—2015). Бывший журналист газеты Financial Times (1996—2006). Финалист Пулитцеровской премии, лауреат Orwell Prize (2016). Доктор философии по английской литературе. 

## Биография
Родился 9 апреля 1971 года в Москве в семье советского физиолога Михаила Островского. 
В 1988 году окончил московскую школу № 43 им. Ю.А. Гагарина.
В 1993 году окончил театроведческий факультет Российской академии театрального искусства — ГИТИС (учился там на курсе профессора Инны Натановны Соловьевой, которую впоследствии называл своим ближайшим другом). В 1996 году окончил Кэмбриджский университет по направлению "Английская литература".
В 1998 году получил степень доктора философии по английской литературе в Кембриджском университете. 
В журналистику из академической среды перешёл по стечению обстоятельств.
В 1996—2006 годах — журналист газеты Financial Times.
В 2007—2015 годах возглавлял московское бюро журнала The Economist, после чего стал редактором отдела по России и Восточной Европе этого журнала. 
Публиковался в Foreign Policy и Los Angeles Times.
Регулярно выступает на радио и телевидении, в частности, на BBC и NPR.
Входит в жюри премии «Профессия — журналист».
Автор книги «The Invention of Russia: The Journey from Gorbachev’s Freedom to Putin’s War» (Лондон: Atlantic Book, 2015; США: Viking, 2016), отмеченной Orwell Prize (2016). По словам автора: «Эта книга — про героев, про тех людей, которые пришли дать свободу в 80-е годы, которые оказались погребены во многом под обломками крушения Советского Союза». Её называют «мгновенно приобретшей скандальную известность в РФ».

## Премии и награды
В 2016 году книга Островского «The Invention of Russia: The Journey from Gorbachev’s Freedom to Putin’s War» получила Премию Оруэлла.
В 2019 году Островский стал лауреатом публицистической премии «ЛибМиссия» в номинации «Аналитика» за самую удачную книгу о текущем общественно-политическом процессе — «за книгу "Говорит и показывает Россия. Путешествие из будущего в прошлое средствами массовой информации"».

## Семья
Внук композитора А. И. Островского, сын физиолога М. А. Островского.
Женат, трое детей. Есть брат.

## Взгляды
Заявлял, что «Россия — страна, сосредоточенная на идее, где СМИ не столько описывают реальность, сколько формируют её. Как писал академик Павлов, русский ум не привязан к фактам. Он больше любит слова и ими оперирует».
По мнению Островского: «Советский Союз держался на двух главных столпах: репрессиях (а после смерти Сталина — угрозе репрессий) и пропаганде, или попросту вранье. К середине 1980-х годов репрессии становились все более точечными, а с приходом Горбачева и вовсе остановились. Гласность подорвала второй столп — враньё». СССР распался «из-за того, что преимущества западной модели стали совершенно очевидны», — говорит он.

## Оценки
Про Островского украинские СМИ отмечают, что «он одним из первых предупреждал западный мир о возрождении в России полицейского государства под руководством Владимира Путина».
«Этот первоклассный журналист, много лет освещавший события в России для изданий Financial Times и The Economist, родился в Советском Союзе и инстинктивно понимает тамошнюю политику, идеи и повседневную жизнь», — характеризует Аркадия Островского близкий соратник Серж Шмеман (The New York Times, 2016).

## Сочинения
- Говорит и показывает Россия: путешествие из будущего в прошлое средствами массовой информации. / Пер. с англ. Т. Азаркович. — М.: АСТ, Corpus, 2019. — 525, [1] с. ISBN 978-5-17-093381-5